# جيل رودين
جيل رودين (بالإنجليزية: Gil Rodin)‏ هو عازف جاز أمريكي، ولد في 9 ديسمبر 1906 في روسيا، وتوفي في 10 يونيو 1974 في بالم سبرينغس في الولايات المتحدة.

## وصلات خارجية
- جيل رودين على موقع IMDb (الإنجليزية)
- جيل رودين على موقع ميوزك برينز (الإنجليزية)
- جيل رودين على موقع قاعدة بيانات برودواي على الإنترنت (الإنجليزية)
- جيل رودين على موقع أول ميوزيك (الإنجليزية)
- جيل رودين على موقع ديسكوغز (الإنجليزية)
- جيل رودين على موقع قاعدة بيانات الفيلم (الإنجليزية)